# كأس العالم للسيدات 2031
من المقرر أن تكون بطولة كأس العالم للسيدات 2031 (بالإنجليزية: 2031 FIFA Women's World Cup)‏ هي النسخة الحادية عشرة من كأس العالم للسيدات، وهي بطولة كرة القدم النسائية الدولية التي تقام كل أربع سنوات والتي تتنافس فيها الفرق الوطنية التي تمثل الاتحادات الأعضاء في الفيفا. وستشارك في البطولة 32 منتخبا وطنيا، بما في ذلك منتخب الدولة المضيفة الذي سيتم تحديده في عام 2026.

## اختيار المسضيف
من المقرر أن يتم تحديد الدولة المضيفة لكأس العالم للسيدات 2031 من قبل الكونجرس السادس والسبعين للاتحاد الدولي لكرة القدم في عام 2026، بعد عامين من اختيار الدولة المضيفة لنسخة 2027. في 5 مارس 2025، وافق مجلس الاتحاد الدولي لكرة القدم على لوائح العطاءات التي تقتصر على أعضاء اتحاد أمريكا الشمالية والوسطى والكاريبي كونكاكاف والاتحاد الأفريقي لكرة القدم (كاف). تتضمن التواريخ الرئيسية ما يلي:
- 5 أبريل 2025: الاتحادات الأعضاء ستقدم تعبيراتها عن اهتمامها باستضافة كأس العالم للسيدات 2031
- 5 مايو 2025: الاتحادات الأعضاء تؤكد اهتمامها بالتقدم بطلب استضافة كأس العالم للسيدات من خلال تقديم اتفاقية التقدم بطلب الاستضافة
- الربع الثاني من عام 2025: ورشة عمل للعطاءات وبرنامج للمراقبة
- الربع الرابع من عام 2025: الاتحادات الأعضاء ستقدم عروضها إلى الاتحاد الدولي لكرة القدم (فيفا)
- فبراير 2026: الفيفا تنظم زيارات تفتيشية ميدانية للدول المتقدمة بطلبات الاستضافة
- مايو 2026: نشر تقرير تقييم ملف الفيفا
- الربع الثاني: تعيين العروض من قبل مجلس الفيفا
- الربع الثاني من عام 2026: تعيين الدولة المضيفة لكأس العالم للسيدات 2031 من قبل كونجرس الفيفا في موعد يحدد لاحقًا.

## العروض المهتمة

### كاف
- المغرب

في أكتوبر 2023، أعلن رئيس الاتحاد الملكي المغربي لكرة القدم فوزي لقجع عن اهتمامه بالتقدم بطلب استضافة كأس العالم للسيدات 2031، بعد اختيار المغرب لاستضافة كأس العالم 2030 والأداء الأول لفريق السيدات في كأس العالم للسيدات 2023. وستكون هذه المرة الأولى على الإطلاق التي يستضيف فيها المغرب بطولة كرة قدم للسيدات تابعة للفيفا. استضاف المغرب سابقًا كأس الأمم الأفريقية عام 1988 وفاز بحقوق استضافة نسخة 2015، ولكن تم منحها لغينيا الاستوائية بسبب وباء الإيبولا. كما استضاف المغرب بطولة الأمم الأفريقية للمحليين 2018، وكأس الأمم الأفريقية للسيدات 2022، وكأس الأمم الأفريقية تحت 23 سنة 2023، والعديد من البطولات تحت راية اتحاد شمال أفريقيا لكرة القدم، وهو على وشك استضافة كأس الأمم الأفريقية للسيدات 2024 وكأس الأمم الأفريقية 2025. كانت البطولات الوحيدة التي استضافها المغرب هي كأس العالم للأندية في أعوام 2013 و2014 و2022، كما سيستضيف كأس العالم للسيدات تحت 17 سنة الخمس المقبلة من عام 2025 إلى عام 2029.
- جنوب إفريقيا

في 24 نوفمبر 2023، أعلن اتحاد جنوب أفريقيا لكرة القدم سحب عرضه لاستضافة نسخة 2027 لصالح عرض عام 2031. استضافت جنوب أفريقيا في السابق كأس الأمم الأفريقية 1996، وكأس الأمم الأفريقية 2000، وكأس الأمم الأفريقية 2004، وكأس القارات 2009، وكأس الأمم الأفريقية 2010، وكأس العالم 2010، وكأس الأمم الأفريقية تحت 20 سنة 2011، وكأس الأمم الأفريقية 2013، وكأس الأمم الأفريقية للمحليين 2014.

### كونكاكاف
- المكسيك و الولايات المتحدة

في 29 أبريل 2024، أعلن اتحاد كرة القدم الأمريكي والاتحاد المكسيكي لكرة القدم بشكل مشترك أنهما سينسحبان من عرضهما لاستضافة كأس العالم للسيدات 2027، وسيتقدمان بدلاً من ذلك بعرض لاستضافة نسخة 2031. استضافت الولايات المتحدة سابقًا نسخة عام 1999 ونسخة عام 2003، في حين لم تستضيف المكسيك كأس العالم للسيدات من قبل. كلا البلدين يستضيفان كأس العالم لكرة القدم للرجال 2026 إلى جانب كندا؛ وتكهنت وسائل الإعلام بأن القرب بين الحدثين إلى جانب دورة الألعاب الأولمبية الصيفية 2028 في لوس أنجلوس ربما كان عاملاً في خطة العرض المتغيرة. ومن بين الأحداث الأخرى للاتحاد الدولي لكرة القدم والاتحادات القارية التي استضافتها الدولتان كأس العالم 1970، وبطولة العالم للشباب 1983، وكأس العالم 1986، وكأس القارات 1999، وكأس العالم تحت 17 سنة 2011 للمكسيك، وكأس العالم 1994، وكوبا أمريكا المئوية، وكوبا أمريكا 2024، وكأس العالم للأندية 2025 للولايات المتحدة. بالإضافة إلى ذلك، استضافت الدولتان بطولة كأس الكونكاكاف الذهبية. في 15 يناير 2025، أكدت رئيسة الاتحاد الأمريكي لكرة القدم سيندي بارلو كون [الإنجليزية] أن الدولتين ستتقدمان بطلب الاستضافة بمجرد أن يعلن الاتحاد الدولي لكرة القدم (فيفا) عن عملية تقديم العطاءات. في 5 مارس 2025، أعلن اتحاد كرة القدم الأمريكي أنه بدأ عملية تقديم العطاءات.

## العروض الأخرى
قبل تأكيد إقامة بطولة كأس العالم للسيدات 2031 في أميركا الشمالية وأفريقيا، كانت هناك دول أخرى مهتمة بالتقدم بطلب استضافة كأس العالم للسيدات.

### AFC
- الصين (ربما تشمل  هونغ كونغ و ماكاو)

في أكتوبر 2022، أعلنت الإدارة العامة للرياضة في الصين والاتحاد الصيني لكرة القدم عن برنامج جديد لكرة القدم النسائية والذي سيتضمن عرضًا لاستضافة كأس العالم للسيدات لكرة القدم 2031. في عام 2024، أعربت منطقتا هونج كونج وماكاو الإداريتان الخاصتان أيضًا عن اهتمامهما بالانضمام إلى العرض الصيني على الرغم من أنهما تمتلكان حاليًا اتحادين لكرة القدم منفصلين ( اتحاد هونج كونج لكرة القدم واتحاد ماكاو لكرة القدم ). استضافت البلاد البطولة الافتتاحية في عام 1991 وفازت بحقوق استضافة نسخة 2003، ولكن بدلاً من ذلك استضافتها الولايات المتحدة بسبب وباء السارس. تم منح نسخة 2007 تلقائيًا للصين من قبل الاتحاد الدولي لكرة القدم كتعويض. تشمل بطولات الفيفا والاتحاد الآسيوي الأخرى التي استضافتها الصين كأس العالم تحت 17 سنة 1985، وبطولة آسيا للسيدات 1997، وكأس آسيا 2004، وبطولة آسيا للسيدات تحت 19 سنة 2004، وبطولة آسيا للسيدات تحت 19 سنة 2007، وبطولة آسيا للسيدات تحت 19 سنة 2009، وبطولة آسيا للسيدات تحت 19 سنة 2010، وبطولة آسيا للسيدات تحت 16 سنة 2011، وبطولة آسيا للسيدات تحت 16 سنة 2015، وبطولة آسيا للسيدات تحت 19 سنة 2015، وبطولة آسيا للسيدات تحت 19 سنة 2017، وبطولة آسيا تحت 23 سنة 2018. تم رفض العرض في 5 مارس 2025.
- اليابان

في 5 أغسطس 2024، أعرب الرئيس المنتخب حديثًا لاتحاد كرة القدم الياباني تسونياسو مياموتو عن اهتمام البلاد باستضافة البطولة. استضافت اليابان سابقًا كأس العالم لكرة القدم 2002، وبطولات أخرى للفيفا والاتحاد الآسيوي لكرة القدم، بما في ذلك بطولة العالم للشباب لكرة القدم عام 1979، وبطولة آسيا للسيدات عام 1991، وكأس آسيا لعام 1992، وبطولة العالم تحت 17 سنة لكرة القدم عام 1993، وكأس القارات 2001، وبطولة آسيا تحت 17 سنة 2004، وكأس العالم للسيدات تحت 20 سنة 2012، وبطولة الرجال والسيدات في دورة الألعاب الأولمبية الصيفية 2020، وثماني نسخ من كأس العالم للأندية لكرة القدم. تم رفض العرض في 5 مارس 2025.

### يويفا
- إنجلترا أو  المملكة المتحدة و أيرلندا

في مايو 2023، أعلن الاتحاد الإنجليزي لكرة القدم عن نيته التقدم بطلب استضافة البطولة بعد نجاح فريق السيدات في بطولة أمم أوروبا للسيدات 2022 والحضور الكبير في ملعب ويمبلي لنهائي كأس الاتحاد الإنجليزي للسيدات 2022. ستكون هذه هي المرة الأولى التي تستضيف فيها إنجلترا بطولة السيدات، على الرغم من أن لديهم خبرة كبيرة في الاستضافة بما في ذلك كأس الأمم الأوروبية تحت 18 سنة 1963، وكأس العالم لكرة القدم 1966، وكأس الأمم الأوروبية تحت 18 سنة 1983، وكأس الأمم الأوروبية تحت 18 سنة 1993، وكأس الأمم الأوروبية تحت 18 سنة 1996، وكأس الأمم الأوروبية تحت 16 سنة 2001، وكأس الأمم الأوروبية تحت 17 سنة 2018، والعديد من مباريات كأس الأمم الأوروبية 2020. كما تم اقتراح تقديم عرض مشترك مع اسكتلندا وويلز وأيرلندا وأيرلندا الشمالية مماثل لعرضهم الناجح لاستضافة بطولة أوروبا 2028. دفعت الدول الأم للمملكة المتحدة (إنجلترا، وأيرلندا الشمالية، واسكتلندا، وويلز) عرضها من عام 2031 إلى عام 2035 بعد تأكيد قيود الاستضافة في 5 مارس 2025.
- إسبانيا

في مايو 2023، اقترحت رئيسة بلدية برشلونة السابقة آدا كولاو تقديم عرض لبرشلونة لاستضافة كأس العالم للسيدات لكرة القدم 2031. بعد الفوز بكأس العالم للسيدات لكرة القدم 2023، اقترحت نائبة رئيس الوزراء الثانية ووزيرة العمل يولاندا دياز التقدم بطلب استضافة كأس العالم لرئيس الوزراء بيدرو سانشيز. تشمل تجربة إسبانيا السابقة في استضافة بطولات الفيفا كأس العالم لكرة القدم عام 1982، وكأس الأمم الأوروبية عام 1964، وكأس الاتحاد الأوروبي تحت 18 عامًا في أعوام 1957 و1972 و1994، وكأس الاتحاد الأوروبي تحت 21 عامًا في عام 1996، وكأس الاتحاد الأوروبي تحت 16 عامًا في عام 1988، وكأس العالم لكرة القدم 2030 القادمة. قد تؤجل إسبانيا ترشحها إلى عام 2035.

## الشكل
يأتي الاقتراح المحتمل لتوسيع كأس العالم للسيدات من 32 إلى 48 فريقًا مع نجاح كأس العالم للسيدات 2023 التي زاد عدد الفرق فيها من 24 إلى 32 فريقًا وتوسيع كأس العالم 2026 إلى 48 فريقًا. لقد أدى النمو السريع لكرة القدم النسائية في السنوات الأخيرة إلى التوسع المحتمل الذي حدث مع لعبة الرجال. خلال اجتماع مجلس الاتحاد الدولي لكرة القدم (فيفا) في 5 مارس 2025، صرح رئيس الاتحاد الدولي لكرة القدم جياني إنفانتينو أن البطولة قد يتم توسيعها إلى 48 فريقًا اعتمادًا على القرارات المتخذة في الفترة التي تسبق اختيار المضيف.
إذا حدث التوسع، فستكون هذه أول بطولة لكأس العالم للسيدات تضم 48 فريقًا، وهي زيادة عن 32 فريقًا، وهو ما يعكس توسع كأس العالم للرجال منذ عام 2026. سيتم تقسيم الفرق إلى 12 مجموعة تضم كل منها 4 فرق، حيث يتقدم الفريقان الأول والثاني في كل مجموعة وأفضل ثمانية فرق في المركز الثالث إلى جولة جديدة من 32 فريقًا. وسيرتفع إجمالي عدد المباريات التي ستلعب من 64 إلى 104، كما سيرتفع عدد المباريات التي تلعبها الفرق التي تصل إلى الدور قبل النهائي من سبع إلى ثماني مباريات. وسيكون النظام هو نفسه المستخدم في كأس العالم لكرة القدم منذ عام 2026.

## التسويق

### البث
- الولايات المتحدة – نتفليكس[25]

## وصلات خارجية
- الموقع الرسمي